# Labastide-du-Haut-Mont
Labastide-du-Haut-Mont település Franciaországban, Lot megyében. Lakosainak száma 44 fő (2022. január 1.). Labastide-du-Haut-Mont Parlan, Saint-Saury, Latronquière, Lauresses, Saint-Hilaire, Sénaillac-Latronquière, Sousceyrac-en-Quercy és Bessonies községekkel határos.

## Népesség
A település népességének változása:
| Lakosok száma | 109  | 91   | 70   | 44   | 49   | 48   | 49   | 50   | 48   | 44   |
|               | 1968 | 1982 | 1990 | 2006 | 2013 | 2015 | 2017 | 2019 | 2020 | 2022 |